# Roca de la Clau
La Roca de la Clau és una muntanya de 765 metres que es troba al municipi de Lluçà, a la comarca d'Osona.